# The 11th Hour (videojuego)
The 11th Hour es un videojuego de terror lanzado al mercado en 1995. Es la secuela del juego The 7th Guest, presentado dos años antes. Fue desarrollado por la empresa Trilobyte y utilizó como motor gráfico una de las últimas versiones del sistema "Groovie". Al igual que su antecesor, la banda de sonido fue compuesta por George "The Fat Man" Sanger y Team Fat.

## Descripción
El juego está ambientado en 1995, 60 años después de los eventos de la primera parte. El protagonista principal es Carl Denning, un periodista que trabaja en una serie de televisión llamada "Casos sin resolver". Robin Morales, su amante y productora del programa, ha desaparecido misteriosamente mientras investigaba una serie de asesinatos y desapariciones en la ciudad de Harley-on-the-Hudson. Denning recibe por encomienda una computadora portátil, presuntamente enviada por Morales, que lo conduce a la mansión de Henry Stauff donde deberá resolver una serie de puzles para rescatarla.